# 徐秉汉
徐秉汉（1933年8月21日—），中国工程院院士，舰艇结构力学专家。浙江鄞县（今宁波）人。他是中國第一代核潜艇艇体结构研究试验的主持人。

## 经历
- 1955年，毕业于交通大学。
- 1961年，毕业于苏联列宁格勒造船学院，获副博士学位。

## 主要贡献
- 主持了中国第一代核潜艇结构的研究试验，并主持制定出中国第一部自行研制的潜艇结构设计计算规则。
- 主持建立了中国最大的船舶结构实验室群体，发展了船舶结构理论模型和实艇试验，对中国潜艇结构做出了重大贡献。
- 在中国潜艇史上开创性地主持完成了若干次重大试验，包括1969年中国第一艘核潜艇实艇强度考核试验，1977年中国潜艇首次深潜试验，1988年中国核潜艇首次深潜试验时的艇体结构安全保证监测等。
- 在“七五”、“八五”期间主持中国新一代舰艇的研究制造。

## 著作
《壳体开孔的理论与实践》，是中国船舶结构力学的重要著作。

## 荣誉
- 国家科技进步奖二等奖1项
- 国家科技进步奖三等奖2项
- 部委科技进步奖二等奖多项
- 部委科技进步奖三等奖多项
- 1978年获中国全国科学大会奖
- 1986年被评为国家级有特殊贡献专家
- 1997年，当选为中国工程院院士